# Mk.12 Special Purpose Rifle
Le Mk. 12 Special Purpose Rifle (« Fusil à usage spécial ») est un fusil de précision utilisé par l'US Navy, et en particulier par l'USSOCOM lors des opérations Enduring Freedom et Liberté irakienne. 
SPR signifiait à l'origine Special Purpose Receiver (platine à usage spécial) et désignait une amélioration de la platine, mais le nom a été changé lorsque le programme SPR s'est séparé du programme SOPMOD et orienté vers une arme à part entière. Le SPR fut ensuite appelé Mk. 12 par l'US Navy. 
L'arme a été développée par un bureau de l'US Navy, le Naval Surface Warfare Center Crane Division (en), pour les unités SOCOM et non pour les unités de l'US Navy. Il est classé par les forces armées américaines comme étant un Designated Marksman Rifle, c-à-d. un fusil de précision servant à l'appui à longue distance d'une escouade.

## Historique
Le SPR, utilisés par les Special Operation Forces de l'US Army et de l'US Navy, est un designated marksman rifle appartenant à la famille des dérivé des AR-15/M16 et utilise la munition de 5,56x45 mm OTAN. Le concept du SPR fut proposé à l'origine par Mark Westorm, président actuel d'ArmaLite, qui travaillait au Rock Island Arsenal.
Le programme fut une réponse aux demandes des forces spéciales de l'US Army et de l'US Navy qui voulaient une arme possédant une portée effective plus grande que celle de la M4 tout en restant plus courte qu'une M16A2/A4 classique. Le programme SPR semble avoir émergé soit du programme SOPMOD Block II, soit du programme SEAL Recon Rifle (en) de l'US Navy (une variante au canon de 20" de la M16). Le Naval Surface Warfare Center, Crane Division développait le SEAL Recon Rifle.
L'histoire exacte du SPR n'est pas claire mais il apparaît qu'il n'y ai pas eu plus de quatre ou cinq versions du SPR, la plus récente étant le Mk.12 Mod 1[Quand ?]. Une des possibilités suggère l'existence de quatre modèles successifs: SPR Proto 1, SPR Proto 2, Mk.12 Mod 0 et Mk.12 Mod 1. L'autre possibilité en suggère cinq : SPR, SPR/A, SPR/B, Mk.12 Mod 0 et Mk.12 Mod 1. Les caractéristiques qui suivent se basent sur la seconde progression.

## Galerie

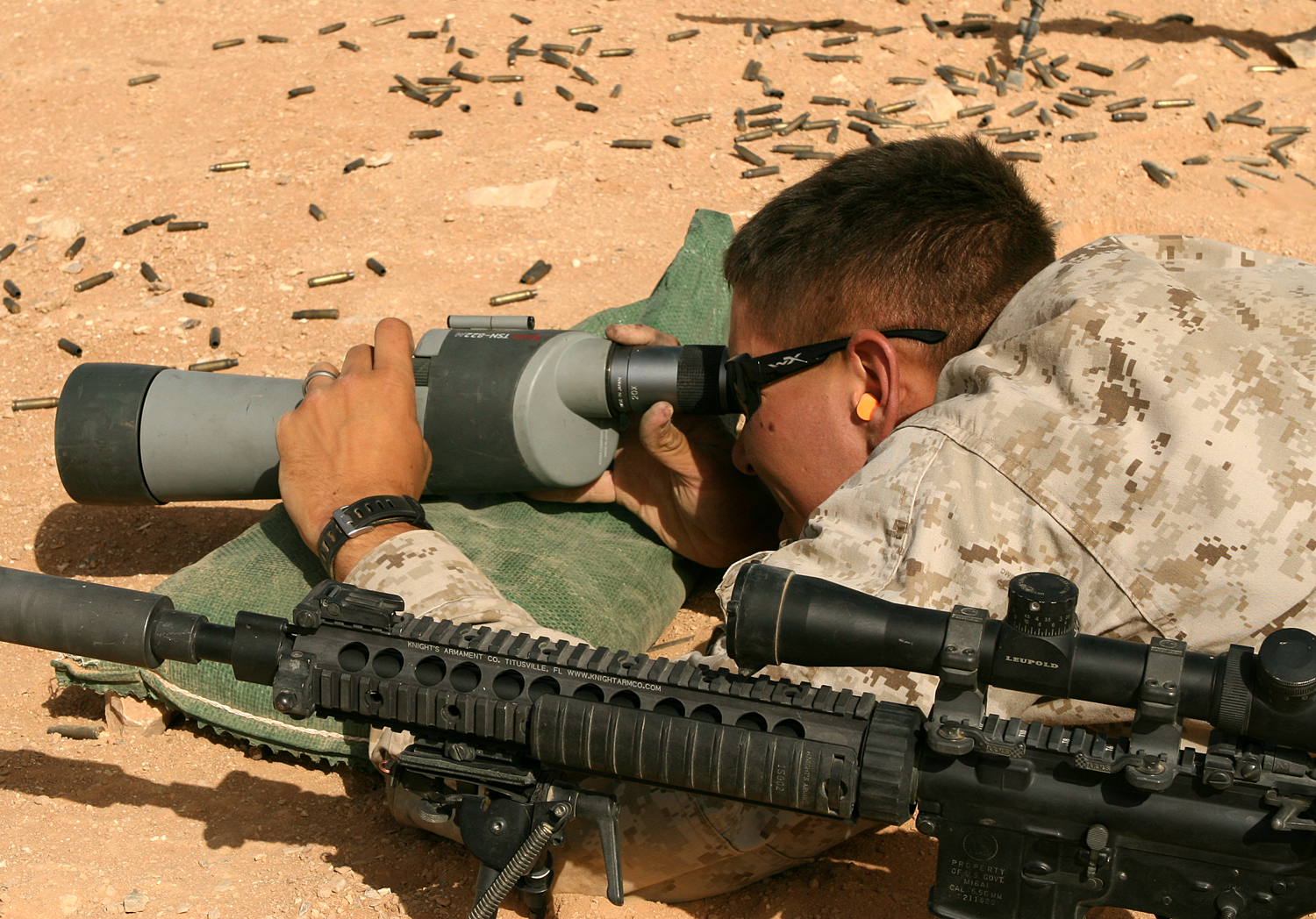
Les marquages visibles du Mk 12 Mod 1.
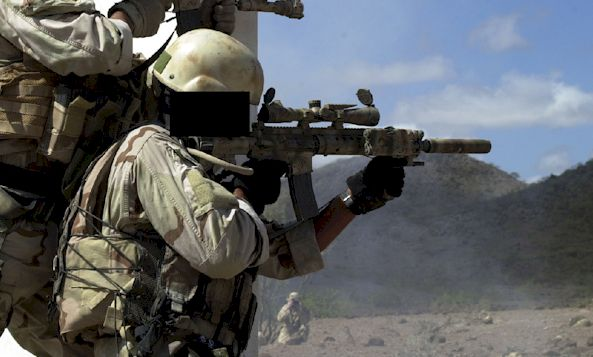
Un soldat de l'US Army visant avec un SPR camouflage désert. Un désignateur laser AN/PEQ-2 est monté sur la droite du garde-main et une crosse télescopique de M4 est utilisée.
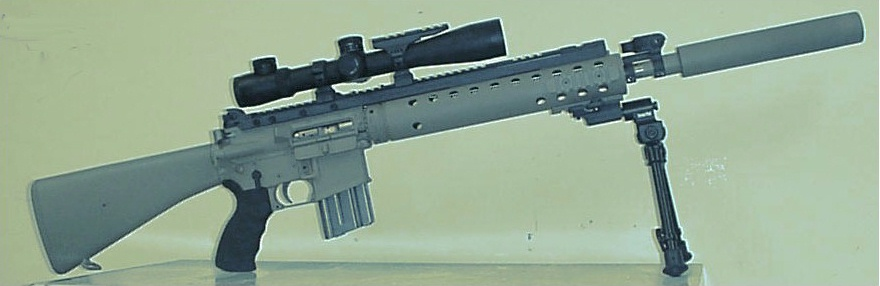
Un SPR (ce n'est pas un Mk 12 Mod 0). Le garde-main PRI est flottant et de diamètre constant. Ce SPR possède un bipied et une crosse fixe.
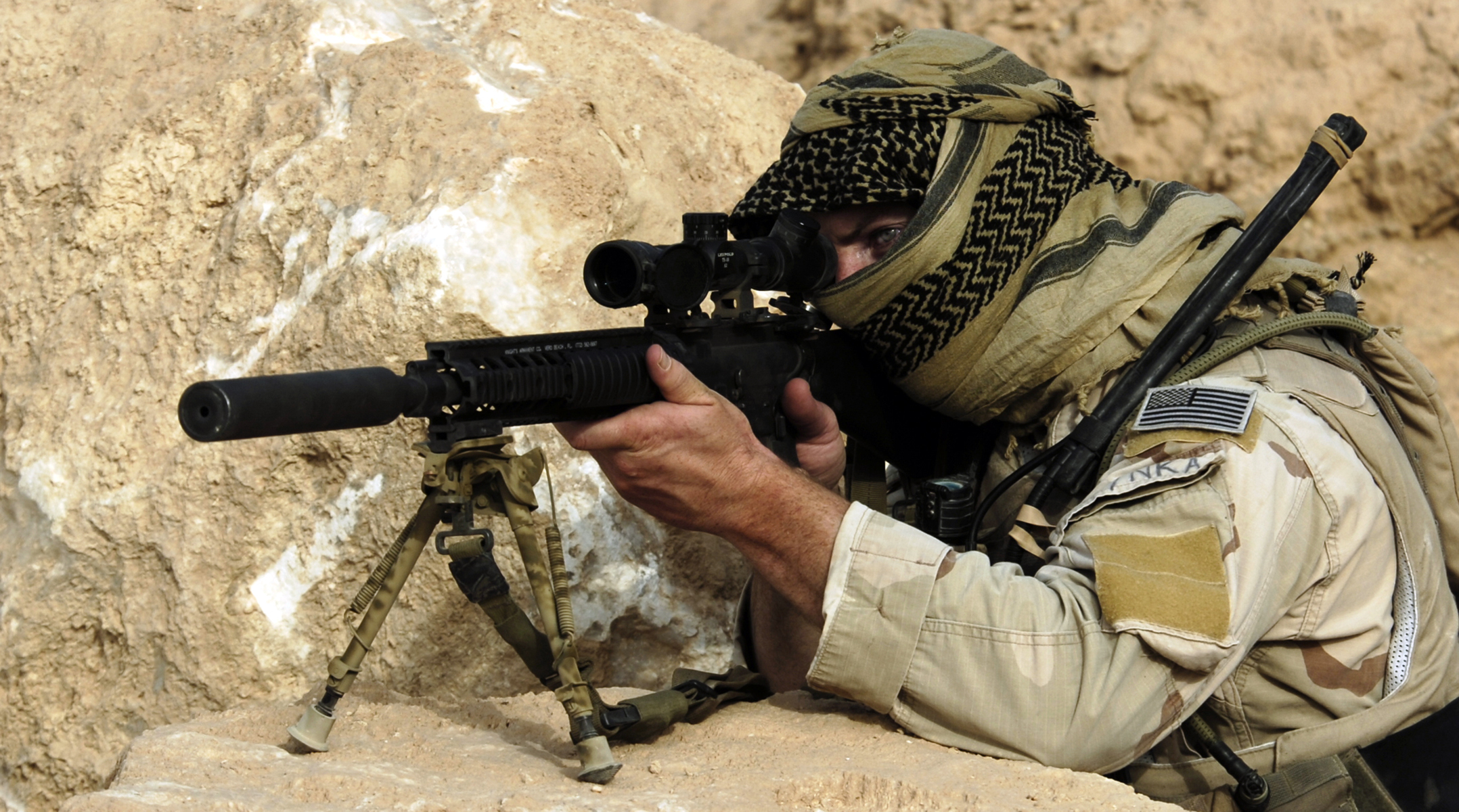
Un sniper américain regardant au travers une lunette d'un Mk12 Mod 1 SPR.
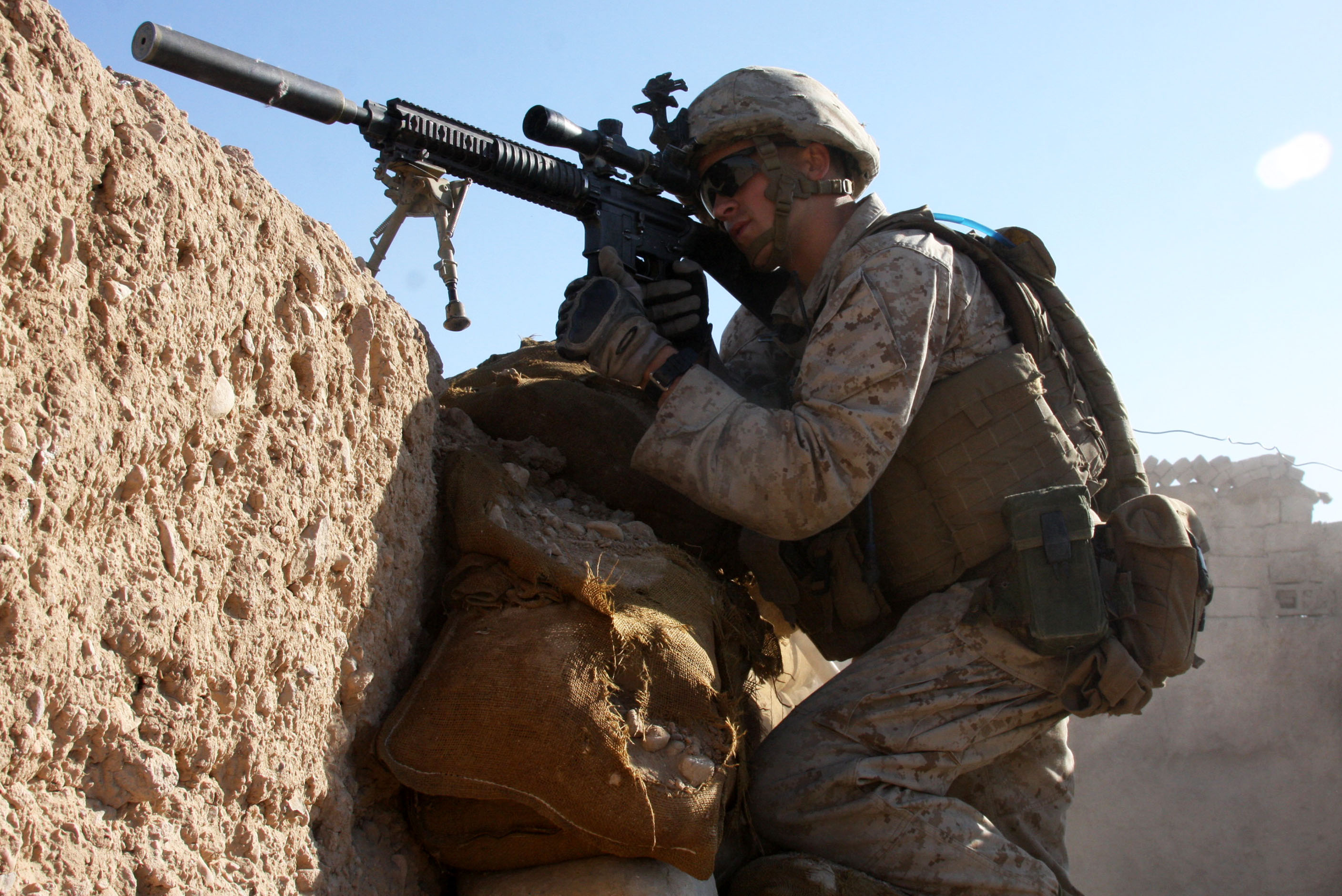
Un Mk12 Mod 1 de l'US Marine Corps en Afghanistan en 2010.
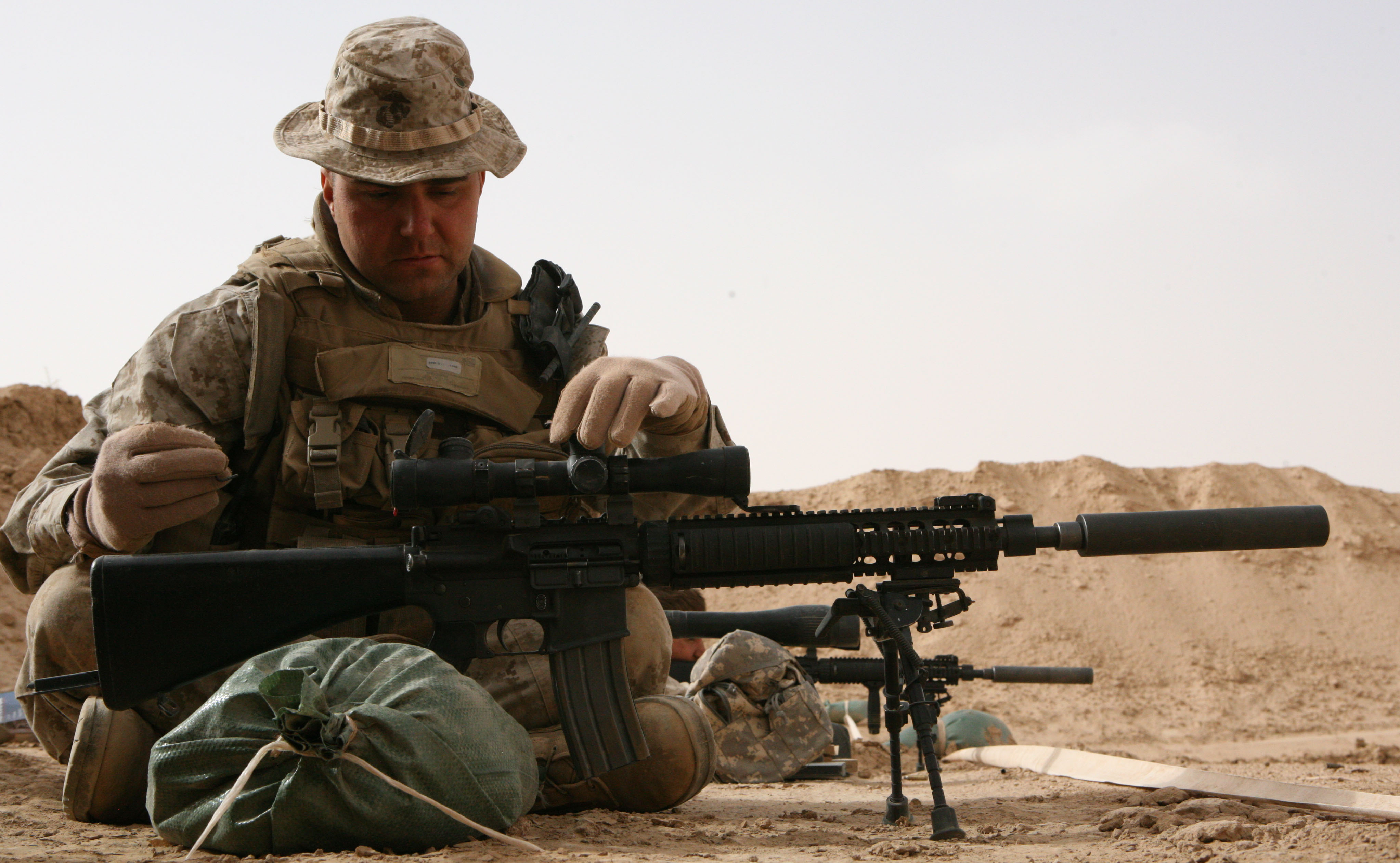
Un Soldat de l'USMC avec un Mk12 Mod 1 en Irak.